# Geiz

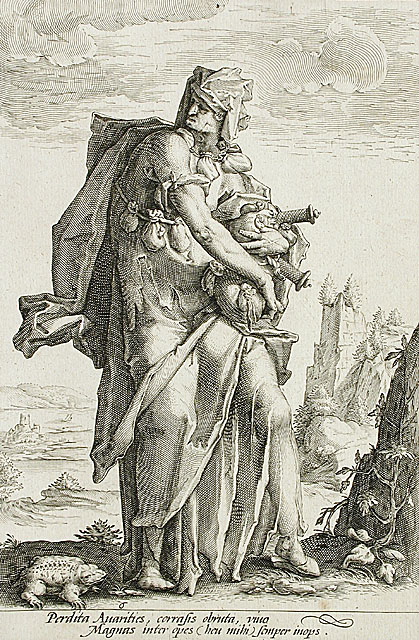
Allegorie des Geizes (Jakob Matham, ca. 1587)

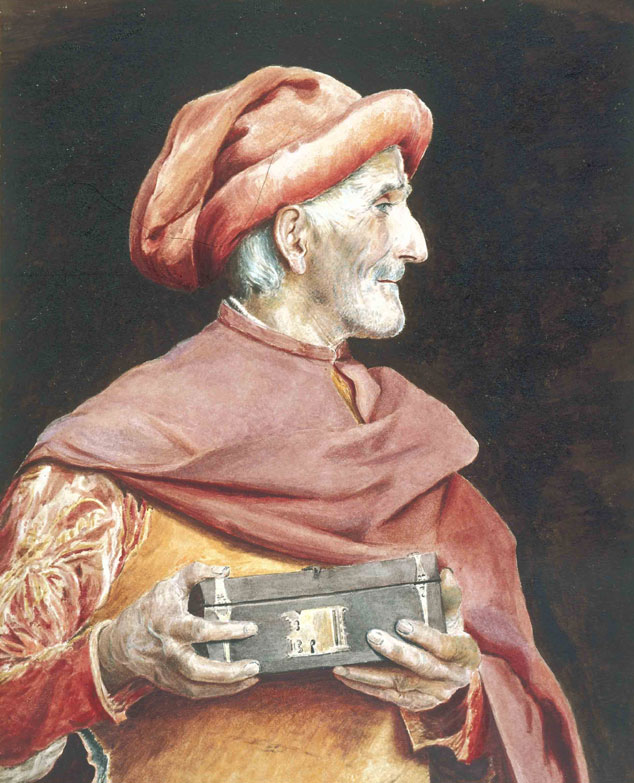
Marja Fjodorowna:
Der Geizhals (1890)

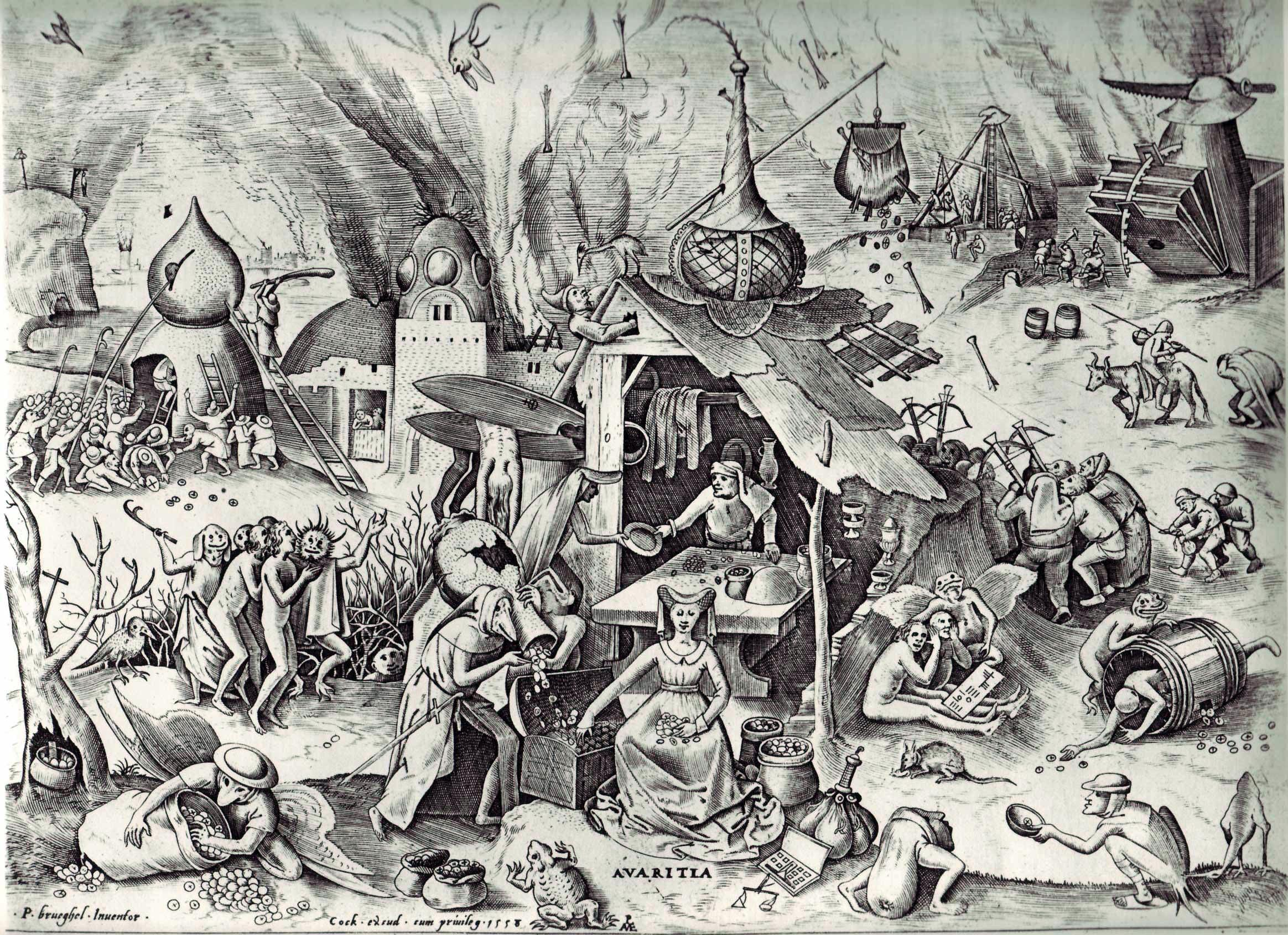
Pieter Bruegel der Ältere, Die sieben Todsünden – Geiz

Als Geiz bezeichnet man eine übertriebene Sparsamkeit, damit verbunden auch den Unwillen, Güter zu teilen. Eng sinnverwandte Begriffe sind Gier, Habgier und Habsucht. In der klassischen christlichen Theologie ist der Geiz bzw. die Habsucht, lateinisch avaritia, eines der sieben „Hauptlaster“ (oder „Wurzellaster“; fälschlich oft auch als die sieben „Todsünden“ bezeichnet).

## Der geizige Mensch

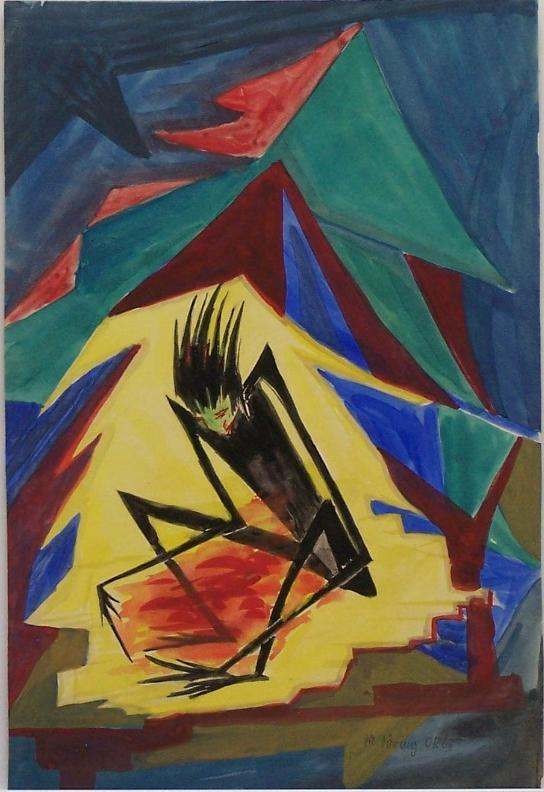
Der Geizhals (Margret Hofheinz-Döring, 1926)

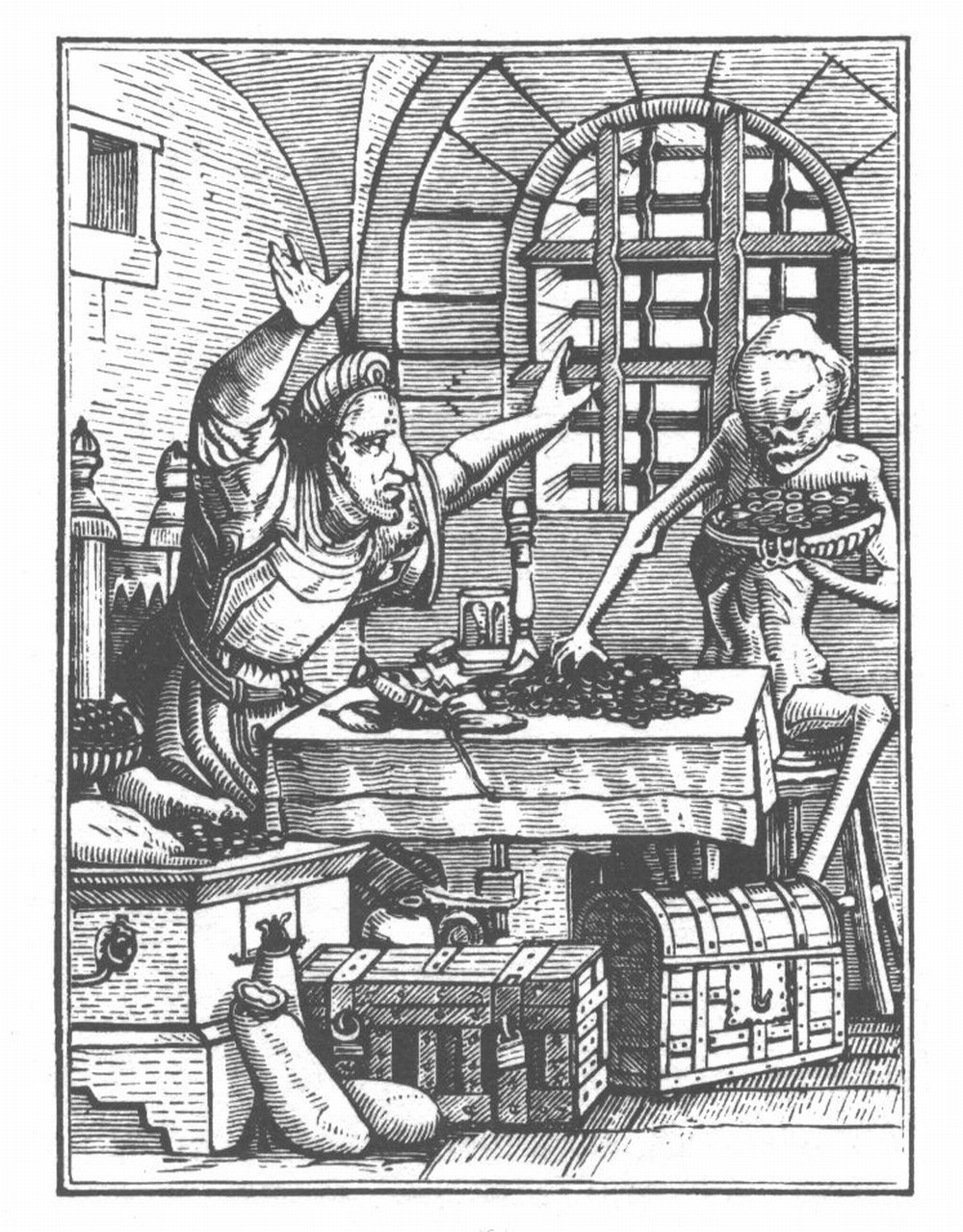
Der Geizige (Hans Holbein der Jüngere, Totentanz, 1526)

Geizhals oder Geizkragen ist eine tadelnde Bezeichnung für eine Person, die unabhängig von ihrer wirtschaftlichen Lage das Hergeben von Gütern und Geld möglichst vermeidet, auch auf Kosten des eigenen Lebensstandards. Umgangssprachlich oder regional werden sie auch als Schimmelpfennig, Pfennigfuchser, Filz, Harpagon, Geizhammel, Geizknochen Knicker, Knickstiebel, Knorzer, Furzklemmer, Rappenspalter (schweizerisch) oder auch Entenklemmer (schwäbisch) bezeichnet.
Die Stereotype des Geizkragens sind: reich, habgierig, einen selbst gewählten ärmlichen Lebensstil führend, um seine Schätze zu hüten und zu vermehren. International sind die „geizigen“ Schotten und die „sparsamen“ Holländer als Geizhälse verschrien. Innerhalb Deutschlands spricht man gern den Schwaben dieses Laster zu. Als Konsequenz der historisch bedingten Ausübung geldaffiner Berufe werden auch Juden in antisemitischen Karikaturen traditionell als Geizhälse und/oder Kapitalisten dargestellt.
Der Geizhals dient häufig als Propagandaklischee des Kapitalisten, wie es Karikaturen des Ostblocks im Kalten Krieg belegen.
Er steht als Klischee für Geschäftsleute, die durch unmoralische Geschäfte (Ausbeutung und Ähnliches) einen großen Reichtum aufgehäuft haben und am Schicksal der Armen entweder nicht interessiert sind oder aber diese gar noch übervorteilen. Im Unterschied zum traditionellen Geizhals wird der Kapitalist hier aber auch als Prasser und dekadenter Verschwender dargestellt.

## Entstehung von Geiz

### Tiefenpsychologische Sicht
Die Tiefenpsychologie bringt Geiz und individuelles Besitzstreben mit einer analen Fixierung in Verbindung. Die Beziehung zur Mutter ist von den Aspekten der Entfernung und Wiederannäherung an sie geprägt. Der Kot wird als Teil des Selbst begriffen und wird als erstes Geschenk des Kindes an die Umwelt betrachtet. Die anale Lust beinhaltet Gefühle der Autonomie, der Meisterung, des Trotzes und Stolz auf das eigene Produkt. Die typischen analen Reaktions- und Charakterbildungen sind von deutlichen Abwehr- und Befriedigungshandlungen analer Impulse gekennzeichnet. Ordentlichkeit, Sparsamkeit und Eigensinn sind nach Freud die typische anale Dreiheit.

### Behavioristische Sicht
Ein geizig-habgieriges Verhalten kann im Kontext von Erziehungs- und Lernprozessen erworben werden. Obgleich die Wurzeln für das Verhalten in der Kindheit liegen, ist das geizige Verhalten das Ergebnis eines Lernvorgangs. Das Verhalten wird durch positive Verstärker aufrechterhalten und gefestigt. Eine besondere Rolle spielt hierbei die Aktivierung des Erwartungs- und Belohnungssystems, welches im Zusammenhang mit Gier auch im Interesse der Neuropsychologie und Evolutionspsychologie steht.

## Einfluss von Genetik und Umwelt
Einer Zwillingsstudie mit 1110 koreanischen Zwillingen im durchschnittlichen Alter von 18 Jahren (Standardabweichung: 3,3) zufolge liegt die Heritabilität von Geiz bei 28 %. Die umweltbedingte (72 %) Variation geht der Studie zufolge nicht auf die gemeinsam erfahrene Erziehung in der Familie, sondern auf einzigartig erfahrene Umwelteinflüsse zurück.

## Bekannte Geizige in der Literatur
- Pantalone – Theaterfigur der italienischen Commedia dell’arte in enger roter Strumpfhose
- Silas Marner – Engländer, in George Eliots gleichnamigem Roman
- Ebenezer Scrooge – Engländer, Figur bei Charles Dickens
- Shylock – jüdischer Venezianer bei William Shakespeare
- Harpagon in Molières „Der Geizige“
- Dagobert Duck (englischer Originalname: Scrooge McDuck, Ebenezer Scrooge (s. o.) parodierend) – Entenhausener schottischer Abstammung, der reichste Erpel der Welt, Disneyfigur von Carl Barks
- John Arthur Molyneux Errol, Earl of Dorincourt – in Little Lord Fauntleroy, Stereotyp des englischen Aristokraten des späten 19. / frühen 20. Jahrhunderts